# Seven Mile Beach (ort)
Seven Mile Beach är en ort i Australien. Den ligger i kommunen Clarence och delstaten Tasmanien, i den sydöstra delen av landet, omkring 15 kilometer öster om delstatshuvudstaden Hobart. Antalet invånare är 1 064.
Trakten är tätbefolkad. Närmaste större samhälle är Hobart, omkring 15 kilometer väster om Seven Mile Beach. 
Genomsnittlig årsnederbörd är 619 millimeter. Den regnigaste månaden är november, med i genomsnitt 79 mm nederbörd, och den torraste är augusti, med 37 mm nederbörd.